# Pico Basilisco
El pico Basilisco (en inglés: Basilisk Peak) es la mayor elevación de la isla de Bellingshausen, en las islas Sandwich del Sur. Marca el borde del cráter de la isla.

## Historia
El nombre aplicado por el Comité de Topónimos Antárticos del Reino Unido en 1971, en referencia al «aura de este precipicio salvaje que cae abruptamente en un cráter profundo y vaporizado donde el basilisco de la leyenda podría tener su guarida».
La isla nunca fue habitada ni ocupada, y como el resto de las Sandwich del Sur es reclamada por el Reino Unido que la hace parte del territorio británico de ultramar de las Islas Georgias del Sur y Sandwich del Sur, y por la República Argentina, que la hace parte del departamento Islas del Atlántico Sur dentro de la provincia de Tierra del Fuego, Antártida e Islas del Atlántico Sur.